# Премія Боуера
Пре́мія Бо́уера — нагорода, яку щороку з 1990 року вручає Інститут Франкліна (Філадельфія, штат Пенсільванія, США). Премію присужують у двох номінаціях: «за видатний внесок у розвиток науки» і «за лідерство у бізнесі». Ці дві нагороди стали можливими завдяки заповіту коштів розміром у 7,5 мільйонів доларів у 1988 році від філадельфійського виробника хімікатів Генрі Бауера, який був онуком лауреата Інституту Франкліна.
Лауреати премії Боуера в обох номінаціях отримують 14-каратну золоту медаль. Наукову премію Боуера присуджують щоразу в іншій галузі науки і вона передбачає грошову винагороду у сумі 250 000 доларів США.

## Лауреати

### За розвиток науки
| Рік  | Лауреат              | Обґрунтування нагороди |
| ---- | -------------------- | --- |
| 1990 | Пол Лотербур         | За новаторську роботу в ядерно-магнітно-резонансній томографії Оригінальний текст (англ.) [«For pioneering work in nuclear magnetic resonance imaging»] Помилка: [undefined] Помилка: {{Lang}}: немає тексту (допомога): не вказано код мови (допомога) |
| 1991 | Соломон Снайдер      | За розуміння роботи мозку та виявлення опіатних рецепторів Оригінальний текст (англ.) [«For insight into workings of the brain and identifying opiate receptors»] Помилка: [undefined] Помилка: {{Lang}}: немає тексту (допомога): не вказано код мови (допомога) |
| 1992 | Деніс Беркітт        | За встановлення зв'язку вірус-рак при лімфомі Беркітта Оригінальний текст (англ.) [«For establishment of a virus-cancer link in Burkitt's lymphoma»] Помилка: [undefined] Помилка: {{Lang}}: немає тексту (допомога): не вказано код мови (допомога) |
| 1993 | Ізабелла Карле       | За визначення тривимірної структури молекул методом рентгенівської дифракції" Оригінальний текст (англ.) [«For determining three-dimensional structure of molecules with X-ray diffraction»] Помилка: [undefined] Помилка: {{Lang}}: немає тексту (допомога): не вказано код мови (допомога) |
| 1994 | Чженьнін Янг         | За формулювання загальної теорії поля, яка синтезує фізичні закони природи та дає нам розуміння фундаментальних сил Всесвіту Оригінальний текст (англ.) [«For formulation of a general field-theory which synthesizes the physical laws of nature and provides us with an understanding of the fundamental forces of the universe»] Помилка: [undefined] Помилка: {{Lang}}: немає тексту (допомога): не вказано код мови (допомога) |
| 1996 | Фредерік Брукс       | За визначення поняття архітектури комп'ютера Оригінальний текст (англ.) [«For defining a concept of computer architecture»] Помилка: [undefined] Помилка: {{Lang}}: немає тексту (допомога): не вказано код мови (допомога) |
| 1997 | Ральф Брінстер       | За способи зрозуміти активність та функцію генів за допомогою розробки методів перенесення генів у тварин Оригінальний текст (англ.) [«For ways to understand the activity and function of genes through the development of methods to transfer genes into animals»] Помилка: [undefined] Помилка: {{Lang}}: немає тексту (допомога): не вказано код мови (допомога) |
| 1998 | Мартін Ріс           | За його внесок у з'ясування природи квазарів, чорних дір, джерел рентгенівського та гамма-випромінювання і багатьох інших явищ в астрофізиці та космології високих енергій Оригінальний текст (англ.) [«For his contributions to elucidating the nature of quasars, black holes, X- and gamma-ray sources, and many other phenomena in high-energy astrophysics and cosmology»] Помилка: [undefined] Помилка: {{Lang}}: немає тексту (допомога): не вказано код мови (допомога) |
| 1999 | Ральф Цицерон        | За фундаментальний внесок у наше розуміння парникових газів і виснаження озонового шару Оригінальний текст (англ.) [«For his fundamental contributions to our understanding of greenhouse gases and the depletion of the ozone layer»] Помилка: [undefined] Помилка: {{Lang}}: немає тексту (допомога): не вказано код мови (допомога) |
| 2000 | Александер Річ       | За його ключові відкриття, які лежать в основі нашого розуміння тривимірних структур і функції молекул РНК і ДНК Оригінальний текст (англ.) [«For his key discoveries that underlie our understanding of three-dimensional structures and function of RNA and DNA molecules»] Помилка: [undefined] Помилка: {{Lang}}: немає тексту (допомога): не вказано код мови (допомога) |
| 2001 | Пол Берен            | За розвиток комутації пакетів, основи Інтернету Оригінальний текст (англ.) [«Development of packet-switching, foundation of the Internet»] Помилка: [undefined] Помилка: {{Lang}}: немає тексту (допомога): не вказано код мови (допомога) |
| 2002 | Джон Вернер Кан      | За глибокий внесок у розуміння термодинаміки та кінетики фазових перетворень Оригінальний текст (англ.) [«For profound contributions to the understanding of the thermodynamics and kinetics of phase transformations»] Помилка: [undefined] Помилка: {{Lang}}: немає тексту (допомога): не вказано код мови (допомога) |
| 2003 | Пол Мак-Кріді        | За створення, у дусі братів Райт, низки інновацій у галузі планерування, метеорології, польотів з використанням м'язевої людської та сонячної енергії, дослідження верхніх шарів атмосфери, а також за роботи над безпілотними та мініатюрними літальними апаратами Оригінальний текст (англ.) [«For creating, in the spirit of the Wright Brothers, a series of innovations in the fields of soaring, meteorology, human and solar powered flight, upper atmospheric research, and unoccupied and miniature aircraft»] Помилка: [undefined] Помилка: {{Lang}}: немає тексту (допомога): не вказано код мови (допомога) |
| 2004 | Сеймур Бензер        | За його піонерські відкриття, які започаткували й значно розвинули галузь нейрогенетики, тим самим змінивши наше розуміння мозку Оригінальний текст (англ.) [«For his pioneering discoveries that both founded and greatly advanced the field of neurogenetics, thereby transforming our understanding of the brain»] Помилка: [undefined] Помилка: {{Lang}}: немає тексту (допомога): не вказано код мови (допомога) |
| 2005 | Генрі Каґан          | За його основопожне відкриття фундаментальних хімічних принципів, які пояснюють вплив форми каталізатора на його ефективність в керуванні хімічними реакціями і таким чином значно спрощують виробництво фармацевтично важливих сполук Оригінальний текст (англ.) [«For his seminal discovery of fundamental chemical principles that explain the impact of catalyst shape on its effectiveness in controlling chemical reactions, thus greatly simplifying the manufacture of pharmaceutically important compounds»] Помилка: [undefined] Помилка: {{Lang}}: немає тексту (допомога): не вказано код мови (допомога) |
| 2006 | Narain G. Hingorani  | За концептуалізацію та піонерський розвиток гнучкої системи передачі змінного струму (Flexible AC Transmission System, FACTS) та Custom Power у системах електропостачання, а також за видатний технічний внесок у технологію постійного струму високої напруги, яка підвищила якість та безпеку системи електропостачання Оригінальний текст (англ.) [«For the conceptualization and pioneering advancement of the Flexible AC Transmission System (FACTS) and Custom Power in electric power systems, and for outstanding technical contributions in High Voltage Direct Current Technology, which have enhanced the quality and security of the electric power system»] Помилка: [undefined] Помилка: {{Lang}}: немає тексту (допомога): не вказано код мови (допомога)                              |
| 2007 | Стюарт Кард          | За фундаментальний внесок у галузі взаємодії людини з комп'ютером та візуалізації інформації Оригінальний текст (англ.) [«For fundamental contributions to the fields of human-computer interaction and information visualization»] Помилка: [undefined] Помилка: {{Lang}}: немає тексту (допомога): не вказано код мови (допомога) |
| 2008 | Такео Канаде         | За далекоглядне лідерство та наукові досягнення в розробці перцептивних роботизованих алгоритмів і систем, які функціонують у фізичному світі Оригінальний текст (англ.) [«For visionary leadership and scientific accomplishments in the design of perceptual robotic algorithms and systems that function in the physical world»] Помилка: [undefined] Помилка: {{Lang}}: немає тексту (допомога): не вказано код мови (допомога) |
| 2009 | Сандра Фабер         | За надзвичайний прогрес у наших знаннях про властивості далеких галактик, темної матерії, великомасштабної структури Всесвіту та чорних дір у ядрах галактик; та за інноваційне лідерство в розвитку астрономічних засобів Оригінальний текст (англ.) [«For extraordinary advances in our knowledge of the properties of distant galaxies, dark matter, large scale structure of the Universe, and black holes in galactic nuclei; and for innovative leadership in the development of astronomical facilities»] Помилка: [undefined] Помилка: {{Lang}}: немає тексту (допомога): не вказано код мови (допомога) |
| 2010 | Вільям Річард Пльтьє | За фундаментальні досягнення у розумінні земних систем шляхом демонстрації глибоких взаємозв'язків між мінливістю клімату на поверхні, про що свідчить гідросфера та кріосфера, та внутрішніми властивостями та динамікою твердої Землі Оригінальний текст (англ.) [«For fundamental advances in the understanding of Earth Systems, by demonstrating profound interconnections between surface climate variability, as evidenced in the hydrosphere and cryosphere, and the internal properties and dynamics of the solid Earth»] Помилка: [undefined] Помилка: {{Lang}}: немає тексту (допомога): не вказано код мови (допомога) |
| 2011 | Джордж Черч          | За інноваційний та творчий внесок у геномну науку, включаючи розробку технологій секвенування ДНК, а також за подальші зусилля з просування персональної геноміки та синтетичної біології Оригінальний текст (англ.) [«For innovative and creative contributions to genomic science, including the development of DNA sequencing technologies, as well as for his subsequent efforts to promote personal genomics and synthetic biology»] Помилка: [undefined] Помилка: {{Lang}}: немає тексту (допомога): не вказано код мови (допомога) |
| 2012 | Луїс Брюс            | За його фундаментальні відкриття та наукове лідерство, що зробили напівпровідникові нанокристали, їх синтез, опис та теорію наріжним каменем сучасної хімії Оригінальний текст (англ.) [«For his seminal discoveries and scientific leadership, which have made semiconductor nanocrystals, their synthesis, characterization, and theory a cornerstone of modern chemistry»] Помилка: [undefined] Помилка: {{Lang}}: немає тексту (допомога): не вказано код мови (допомога) |
| 2013 | Кенічі Іга           | За концепцію та розробку лазера з поверхневим випромінюванням і вертикальним резонатором та його численні застосування в оптоелектроніці Оригінальний текст (англ.) [«For the conception and development of the vertical cavity surface emitting laser and its multiple applications to optoelectronics»] Помилка: [undefined] Помилка: {{Lang}}: немає тексту (допомога): не вказано код мови (допомога) |
| 2014 | Едмунд Кларк         | За його провідну роль у концепції та розробці методів автоматичної перевірки коректності широкого спектру комп'ютерних систем, включно з тими, що використовуються в транспорті, зв'язку та медицині Оригінальний текст (англ.) [«For his leading role in the conception and development of techniques for automatically verifying the correctness of a broad array of computer systems, including those found in transportation, communications, and medicine.»] Помилка: [undefined] Помилка: {{Lang}}: немає тексту (допомога): не вказано код мови (допомога) |
| 2015 | Жан-П’єр Курт        | За його піонерські дослідження в галузі адитивного виробництва (3D-друк), які привели до багатьох технологічних інновацій і створення декількох глобальних компаній. Його робота надихнула на подальші дослідження, дозволила створити багато патентів і заклала основу для бізнесу інших Оригінальний текст (англ.) [«For his pioneering research in additive manufacturing (3D printing), which led to many technological innovations and several global companies. His work has inspired further research, enabled the creation of many patents, and built the foundation for others’ businesses»] Помилка: [undefined] Помилка: {{Lang}}: немає тексту (допомога): не вказано код мови (допомога)                                                                                                   |
| 2016 | Вільям Борукі        | За його бачення та наполегливість у розробці методів вимірювання яскравості зірок із безпрецедентною точністю та за забезпечення наукового лідерства в космічній місії НАСА «Кеплер», яка виявила тисячі планетних систем і продемонструвала, що екзопланети розміром із Землю такі ж поширені, як і зірки Оригінальний текст (англ.) [«For his vision and perseverance in developing techniques for measuring the brightness of stars to unprecedented accuracy, and for providing the scientific leadership for NASA’s Kepler space mission, which discovered thousands of planetary systems and demonstrated that Earth-sized exoplanets are as common as stars»] Помилка: [undefined] Помилка: {{Lang}}: немає тексту (допомога): не вказано код мови (допомога)                                    |
| 2017 | Клод Лорі            | За визначний внесок у розуміння глобальної зміни клімату завдяки аналізу концентрації парникових газів у кернах льоду в Антарктиді, включаючи відкриття льодовиково-міжльодовикового циклічного зв'язку між концентрацією вуглекислого газу в атмосфері та температурою, що визначає минулий і майбутній клімат Оригінальний текст (англ.) [«For iconic contributions to the understanding of global climate change from the analysis of greenhouse gas concentrations in ice cores from Antarctica, including discovering the glacial-interglacial cyclic relation between atmospheric carbon dioxide concentration and temperature that governs past and future climate»] Помилка: [undefined] Помилка: {{Lang}}: немає тексту (допомога): не вказано код мови (допомога)                             |
| 2018 | Філіппе Горват       | За основоположне відкриття ролі CRISPR-Cas як мікробної системи адаптивного імунітету, яка була розроблена як потужний інструмент для точного редагування різноманітних геномів Оригінальний текст (англ.) [«For the foundational discovery of the role of CRISPR-Cas as a microbial system of adaptive immunity that has been developed as a powerful tool for precise editing of diverse genomes»] Помилка: [undefined] Помилка: {{Lang}}: немає тексту (допомога): не вказано код мови (допомога) |
| 2019 | Френсіс Арнольд      | За новаторство в розробці спрямованої еволюції білків — зміну парадигми в розробці біологічних каталізаторів, яка імітує природну еволюцію в лабораторних умовах і забезпечує екологічніші, менш енергоємні та менш забруднюючі виробничі процеси Оригінальний текст (англ.) [«For pioneering the development of directed protein evolution—a paradigm shift in the engineering of biological catalysts that mimics natural evolution in a laboratory setting and enables greener, less energy-intensive, and less polluting manufacturing processes.»] Помилка: [undefined] Помилка: {{Lang}}: немає тексту (допомога): не вказано код мови (допомога) |
| 2021 | Куніхіко Фукусіма    | За його піонерські дослідження, які застосували принципи нейронауки до інженерії завдяки винаходу першої глибокої згорткової нейронної мережі «Неокогнітрон» — ключовий внесок у розвиток штучного інтелекту Оригінальний текст (англ.) [«For his pioneering research that applied principles of neuroscience to engineering through his invention of the first deep convolutional neural network, “Neocognitron”—a key contribution to the development of artificial intelligence»] Помилка: [undefined] Помилка: {{Lang}}: немає тексту (допомога): не вказано код мови (допомога) |
| 2022 | Пол Словіч           | За основоположний теоретичний та емпіричний внесок у вивчення процесу прийняття рішень, включаючи розуміння сприйняття індивідуального та суспільного ризику, а також когнітивних та емоційних факторів, що впливають на вибір. Його дослідження формують політику в різних сферах: від охорони здоров'я та медицини до уряду та промисловості Оригінальний текст (англ.) [«For foundational theoretical and empirical contributions to the study of decision making, including understanding perceptions of individual and societal risk, and cognitive and emotional factors affecting preference. His research shapes policy in fields ranging from health and medicine to government and industry»] Помилка: [undefined] Помилка: {{Lang}}: немає тексту (допомога): не вказано код мови (допомога) |

### За лідерство у бізнесі
| Рік  | Лауреат                                     | Обґрунтування нагороди |
| ---- | ------------------------------------------- | --- |
| 1990 | Джеймс Берк                                 | За управління та державну службу Оригінальний текст (англ.) [«For management and public service»] Помилка: [undefined] Помилка: {{Lang}}: немає тексту (допомога): не вказано код мови (допомога) |
| 1991 | Девід Кернс                                 | За управління та державну політику Оригінальний текст (англ.) [«For management and public policy»] Помилка: [undefined] Помилка: {{Lang}}: немає тексту (допомога): не вказано код мови (допомога) |
| 1992 | Арнольд Бекман                              | За винайдення новаторського наукового обладнання Оригінальний текст (англ.) [«For inventing groundbreaking scientific instrumentation»] Помилка: [undefined] Помилка: {{Lang}}: немає тексту (допомога): не вказано код мови (допомога) |
| 1993 | Боб Ґалвін                                  | За підприємницький дух і управління якістю у компанії Motorola, Inc Оригінальний текст (англ.) [«For entrepreneurial spirit and quality management of Motorola, Inc»] Помилка: [undefined] Помилка: {{Lang}}: немає тексту (допомога): не вказано код мови (допомога) |
| 1995 | Джоан Ганц Куні                             | За продюсерську організацію «Children's Television Workshop» (Дитяча телевізійна майстерня) Оригінальний текст (англ.) [«For the Children's Television Workshop»] Помилка: [undefined] Помилка: {{Lang}}: немає тексту (допомога): не вказано код мови (допомога) |
| 1996 | Девід Пакард                                | За інновації менеджменту в розбудові Hewlett-Packard Co. Оригінальний текст (англ.) [«For innovation of management in building of the Hewlett-Packard Co.»] Помилка: [undefined] Помилка: {{Lang}}: немає тексту (допомога): не вказано код мови (допомога) |
| 1997 | Джордж Ратманн                              | За новаторський біотехнологічний бізнес Оригінальний текст (англ.) [«For pioneering biotechnology business»] Помилка: [undefined] Помилка: {{Lang}}: немає тексту (допомога): не вказано код мови (допомога) |
| 1998 | Джон Дібель                                 | За його сміливість і проникливість, а також керівництво комерційним підприємством, заснованим на передумові зробити астрономію доступною для населення Оригінальний текст (англ.) [«For his courage and insight, and leadership of a commercial venture founded on the premise of making astronomy accessible and affordable to the public»] Помилка: [undefined] Помилка: {{Lang}}: немає тексту (допомога): не вказано код мови (допомога) |
| 1999 | Рой Вагелос                                 | За його роль у боротьбі з «річковою сліпотою», хворобою, яка поширюється в країнах третього світу через укус звичайної чорної мошки, яка живе біля швидкоплинних потоків і переносить мікроскопічного хробака (Onchocerca colvulus) Оригінальний текст (англ.) [«For his role in battling "River Blindness," a disease spread in Third World nations by the bite of a common blackfly that lives near fast-flowing streams and carries a microscopic worm (Onchocerca colvulus)»] Помилка: [undefined] Помилка: {{Lang}}: немає тексту (допомога): не вказано код мови (допомога) |
| 2000 | Вільям Раттер                               | За його роль «батька» біотехнології та його внесок і лідерство в розробці нової революційної галузі, яка впливає на розробку ліків та лікування Оригінальний текст (англ.) [«For his role as the "father" of bio-technology, and his contributions and leadership in development of a revolutionary new field that affects drug design and medical treatment»] Помилка: [undefined] Помилка: {{Lang}}: немає тексту (допомога): не вказано код мови (допомога) |
| 2001 | Ірвін Марк Джейкобс                         | За технологію CDMA; ділове та наукове лідерство в телефонії Оригінальний текст (англ.) [«CDMA technology; business & scientific leadership in telephony»] Помилка: [undefined] Помилка: {{Lang}}: немає тексту (допомога): не вказано код мови (допомога) |
| 2002 | Гордон Мур                                  | За його піонерську роль і постійний внесок у напівпровідникову промисловість і за його щедру відданість громадській діяльності Оригінальний текст (англ.) [«For his pioneering role and continuing contributions to the semiconductor industry and for his generous commitment to community service»] Помилка: [undefined] Помилка: {{Lang}}: немає тексту (допомога): не вказано код мови (допомога) |
| 2003 | Герб Келлегер                               | Герб Келлегер, який як засновник і голова правління Southwest Airlines показав світові, що ділового та технологічного успіху найкраще досягти та насолодитися ним, надихаючи, підтримуючи та відзначаючи людей та їхні досягнення. Під його керівництвом Southwest Airlines досягла 29 років поспіль зростання та прибутковості завдяки зосередженню на обслуговуванні клієнтів, ефективності та зразкових стосунках із співробітниками Оригінальний текст (англ.) [«Herb Kelleher who, as founder and chairman of the board of Southwest Airlines, has shown the world that business and technological success are best achieved and enjoyed by inspiring, supporting, and celebrating people and their accomplishments. Under his leadership, Southwest Airlines has realized 29 consecutive years of growth and profitability through a focus on customer service, efficiency, and exemplary employee relations»] Помилка: [undefined] Помилка: {{Lang}}: немає тексту (допомога): не вказано код мови (допомога) |
| 2004 | Реймонд Дамадьян                            | За його розробку та комерціалізацію магнітно-резонансної томографії, яка використовується в клінічних застосуваннях, яка змінила діагностику та лікування захворювань Оригінальний текст (англ.) [«For his development and commercialization of magnetic resonance imaging used in clinical applications, which has transformed the diagnosis and treatment of disease»] Помилка: [undefined] Помилка: {{Lang}}: немає тексту (допомога): не вказано код мови (допомога) |
| 2005 | Алехандро Заффароні                         | Для створення нових біохімічних процесів, технологій доставки ліків, зокрема протизаплідних пігулок, трансдермальних пластирів і таблеток для прийому один раз на добу, а також біомедичної промисловості завдяки поєднанню наукової творчості та підприємницької проникливості Оригінальний текст (англ.) [«For the creation, through a combination of scientific creativity and entrepreneurial insight and drive, of new biochemical processes, drug delivery technologies – most significantly, the birth control pill, transdermal patches, and once-a-day pills – and biomedical industries»] Помилка: [undefined] Помилка: {{Lang}}: немає тексту (допомога): не вказано код мови (допомога) |
| 2006 | Тед Тернер                                  | За його далекоглядне лідерство у світі бізнесу та медіа, а також його благодійну відданість здоров'ю нашої планети та добробуту її людей Оригінальний текст (англ.) [«For his visionary leadership in the worlds of business and media, as well as his philanthropic commitment to the health of our planet and the well being of its people»] Помилка: [undefined] Помилка: {{Lang}}: немає тексту (допомога): не вказано код мови (допомога) |
| 2007 | Норман Ральф Августін                       | За його керівництво компанією Lockheed Martin та його служіння державі, зосередженому на науковому та технічному лідерстві США, а також наслідки, які це лідерство дало для економічної конкурентоспроможності США завдяки дослідженням, інноваціям та покращенню наукової та математичної освіти Оригінальний текст (англ.) [«For his leadership of Lockheed Martin and his extensive public service focused on U.S. science and technical leadership, and the implications this leadership has for U.S. economic competitiveness driven by research, innovation, and improved science and math education»] Помилка: [undefined] Помилка: {{Lang}}: немає тексту (допомога): не вказано код мови (допомога) |
| 2008 | Фредерік Воллас Сміт                        | За заснування корпорації FedEx та створення сучасної мережі інформаційних технологій і транспортних систем, які задовольняють глобальний попит на своєчасну та гарантовану доставку посилок Оригінальний текст (англ.) [«For founding FedEx Corporation and establishing a modern network of information technology and transportation systems that satisfy global demand for timely and guaranteed package delivery»] Помилка: [undefined] Помилка: {{Lang}}: немає тексту (допомога): не вказано код мови (допомога) |
| 2009 | Томас Бун Пікенс                            | За понад 50 років творчого та далекоглядного лідерства у виробництві та постачанні енергії, а також останнім часом увагу до вітчизняних відновлюваних джерел енергії Оригінальний текст (англ.) [«For more than 50 years of creative and visionary leadership in energy production and delivery, and his recent focus on domestic renewable energy»] Помилка: [undefined] Помилка: {{Lang}}: немає тексту (допомога): не вказано код мови (допомога) |
| 2010 | Білл Гейтс                                  | За співзасновництво корпорації Microsoft і далекоглядне лідерство, яке дозволило їй стати глобальним новатором у бізнесі та персональних комп'ютерах. Завдяки своїй благодійній діяльності з Фондом Білла та Мелінди Гейтс пан Гейтс зробив значний внесок у покращення доступу до охорони здоров'я та освіти для тих, хто цього потребує, у всьому світі Оригінальний текст (англ.) [«For co-founding Microsoft Corporation and providing the visionary leadership that enabled it to become a global innovator in business and personal computing. Through his philanthropic work with the Bill and Melinda Gates Foundation, Mr. Gates has made major contributions toward improving access to healthcare and education for those in need throughout the world»] Помилка: [undefined] Помилка: {{Lang}}: немає тексту (допомога): не вказано код мови (допомога) |
| 2011 | Фред Кавлі                                  | За його видатну кар'єру в галузі технологій і за його відданість, спільно з Фондом Кавлі, глобальному розвитку науки та наукової освіти для кращого розвитку людства Оригінальний текст (англ.) [«For his distinguished career in technology and for his commitment, with The Kavli Foundation, to the global advancement of science and of science education for the betterment of humankind»] Помилка: [undefined] Помилка: {{Lang}}: немає тексту (допомога): не вказано код мови (допомога) |
| 2012 | Джон Чемберс                                | За формування Cisco Systems, Inc. в одну з найшанованіших і успішних технологічних компаній у світі, що надає технології для бізнесу та споживачів, які дозволяють мільйонам людей підключатися один до одного через комп'ютерну мережу та Інтернет, а також за його приклад лідерства у сфері корпоративної відповідальності та особистої благодійності Оригінальний текст (англ.) [«For shaping Cisco Systems, Inc. into one of the world.s most widely respected and successful technology companies, providing business and consumer technologies that allow millions of people to connect to each other through computer networking and the Internet, and for his leadership by example in corporate responsibility and personal philanthropy»] Помилка: [undefined] Помилка: {{Lang}}: немає тексту (допомога): не вказано код мови (допомога) |
| 2013 | Майкл Делл                                  | За революцію в доступності персональних комп'ютерів завдяки заснуванню та керівництву компанією Dell Inc., а також за його надзвичайну благодійність, як через свою компанію, так і через Фонд Майкла та Сьюзан Делл, спрямовану на користь життя молоді та сімей у Сполучених Штатах та за кордоном Оригінальний текст (англ.) [«For revolutionizing the accessibility of personal computing by his founding and leadership of Dell Inc. and for his extraordinary philanthropy, through both his company and the Michael and Susan Dell Foundation, towards benefitting the lives of youth and families in the United States and abroad»] Помилка: [undefined] Помилка: {{Lang}}: немає тексту (допомога): не вказано код мови (допомога) |
| 2014 | Білл Джордж                                 | За його далекоглядне керівництво Medtronic Corporation, його просування по службі та публікації про корпоративну соціальну відповідальність і лідерство, а також його надзвичайний благодійний внесок в освіту та охорону здоров'я через The George Family Foundation Оригінальний текст (англ.) [«For his visionary leadership of Medtronic Corporation, his promotion and writings on corporate social responsibility and leadership, as well as his extraordinary philanthropic contributions to education and health care through The George Family Foundation»] Помилка: [undefined] Помилка: {{Lang}}: немає тексту (допомога): не вказано код мови (допомога) |
| 2015 | Джон Гантсман старший                       | За інноваційне лідерство у заснуванні Huntsman Corporation і перетворенні її на одну з провідних хімічних компаній світу; і за його світове лідерство у філантропії, з особливим акцентом на дослідженнях і лікуванні раку на підтримку деяких із найбільш впливових розробок щодо лікування раку Оригінальний текст (англ.) [«For his innovative leadership in founding the Huntsman Corporation and building it into one of the world's preeminent chemical companies; and for his global leadership in philanthropy, with a special focus on cancer research and treatment in support of some of the highest-impact developments towards curing cancer»] Помилка: [undefined] Помилка: {{Lang}}: немає тексту (допомога): не вказано код мови (допомога) |
| 2016 | Патрік Сун-Шіонг                            | За його далекоглядне лідерство в цифрових медичних технологіях і за його відданість покращенню якості медичної допомоги та доступу до неї через ініціативи фонду «Chan Soon-Shiong Family Foundation» Оригінальний текст (англ.) [«For his visionary leadership in digital medical technology and for his commitment to improving health care quality and access through the initiatives of the Chan Soon-Shiong Family Foundation»] Помилка: [undefined] Помилка: {{Lang}}: немає тексту (допомога): не вказано код мови (допомога) |
| 2017 | Алан Малаллі                                | За його надзвичайну кар'єру в аеронавтиці, астронавтиці та автомобільній промисловості, зокрема за його трансформаційне керівництво Ford Motor Company, яке відродило спадщину компанії як ікони американського бізнесу та інновацій Оригінальний текст (англ.) [«For his extraordinary career in the aeronautics, astronautics, and automotive industries, particularly for his transformative leadership of the Ford Motor Company, which revitalized the company’s legacy as an icon of American business and innovation»] Помилка: [undefined] Помилка: {{Lang}}: немає тексту (допомога): не вказано код мови (допомога) |
| 2018 | Енн Малкахі                                 | За її трансформаційне керівництво легендарною корпорацією Xerox, де її зосередженість на цінностях, клієнтах, співробітниках та інноваціях призвела до одних з найбільших культурних і фінансових змін в історії рейтингу Fortune 500 Оригінальний текст (англ.) [«For her transformational leadership of the iconic Xerox Corporation, where her focus on values, customers, employees, and innovation led to one of the biggest cultural and financial turnarounds in the history of the Fortune 500»] Помилка: [undefined] Помилка: {{Lang}}: немає тексту (допомога): не вказано код мови (допомога) |
| 2019 | Індра Нуї                                   | За її далекоглядне керівництво PepsiCo, де її зосередженість на глобальному зростанні, харчуванні та здоровіших продуктах, науковій та інженерній освіті та навчанню, а також розширенні прав і можливостей жінок та дівчат позиціонували гіганта харчових продуктів та напоїв як провідну силу світового бізнесу та соціальної відповідальності Оригінальний текст (англ.) [«For her visionary leadership of PepsiCo, where her focus on global growth, nutrition and healthier products, science and engineering education and training, and the empowerment of women and girls positioned the food and beverage giant as a leading force in worldwide business and social responsibility.»] Помилка: [undefined] Помилка: {{Lang}}: немає тексту (допомога): не вказано код мови (допомога) |
| 2021 | Артур Левінсон                              | За його інноваційне лідерство, яке перетворило Genentech на світового піонера біотехнологій, його стратегічне керівництво Apple і його відданість покращенню здоров'я та довголіття людей у Calico — видатну кар'єру, яка є прикладом духу наукових досліджень і підприємництва, втіленого Бенджаміном Франкліном Оригінальний текст (англ.) [« For his innovative leadership building Genentech into a global biotechnology pioneer, his strategic guidance of Apple, and his commitment to advancing human health and longevity at Calico—a distinguished career that exemplifies the spirit of scientific inquiry and entrepreneurship embodied by Benjamin Franklin»] Помилка: [undefined] Помилка: {{Lang}}: немає тексту (допомога): не вказано код мови (допомога) |
| 2022 | Стефан Бансель, Альберт Бурла, Алекс Горскі | За їхнє колективне керівництво під час кризи COVID-19, головним чином, розробка та розповсюдження надзвичайно ефективних вакцин у безпрецедентні Оригінальний текст (англ.) [«For their collective leadership during the COVID-19 crisis, principally the development and distribution of exceptionally effective vaccines on an unprecedented timescale»] Помилка: [undefined] Помилка: {{Lang}}: немає тексту (допомога): не вказано код мови (допомога) |